# Роща (Тверская область)
Ро́ща — деревня в Кесовогорском районе Тверской области России. Входит в состав Кесовского сельского поселения.

## История
В 1966 году указом Президиума Верховного Совета РСФСР деревне Кобылино присвоено наименование Роща.

## Население
| 2010 |
| ---- |
| 19   |